# Município de Newcastle (condado de Coshocton, Ohio)
O município de Newcastle (em inglês: Newcastle Township) é um município localizado no condado de Coshocton no estado estadounidense de Ohio. No ano de 2010 tinha uma população de 475 habitantes e uma densidade populacional de 7,1 pessoas por km².

## Geografia
O município de Newcastle encontra-se localizado nas coordenadas 40° 20′ 47″ N, 82° 08′ 06″ O. Segundo a Departamento do Censo dos Estados Unidos, o município tem uma superfície total de 66,89 km², da qual 66,86 km² correspondem a terra firme e (0,04 %) 0,03 km² é água.

## Demografia
Segundo o censo de 2010, tinha 475 pessoas residindo no município de Newcastle. A densidade populacional era de 7,1 hab./km². Dos 475 habitantes, o município de Newcastle estava composto pelo 99,58 % brancos, o 0,21 % eram asiáticos, o 0,21 % eram de outras raças. Do total da população o 0,63 % eram hispanos ou latinos de qualquer raça.